# Be Good to Me
"Be Good to Me" je prvi singl skinut s prvog studijskog albuma Headstrong američke pop pjevačice Ashley Tisdale. Pjesmu su napisali Kara DioGuardi, David Jassy, Joacim Persson, Niclas Molinder, Ashley Tisdale i producirali članovi švedskog producentskog tima Twin.

## Informacija
Pjesma je debitirala na AOL Music, 22. prosinca, 2006. "Be Good to Me" je također bila na albumu Radio Disney Jams, Vol. 10.
Pjesma izražava probleme u vezi između nje i nekog muškarca, ali ona ne želi prekinuti vezu već je spasiti. Na iTunesu je pjesma objavljena kao dupli A-strana singl s "He Said She Said", poslije je objavljen kao samostalan singl.

## Videospot
Video spot je snimljen na setu turneje, "High School Musical: The Concert. Tisdale je isto koristila iste plesače iz turneje za njen video. Ona spotu ona trči prema zahrđalom mostu i pleše kod njega, okružena plesačima. Video se premijerno pokazao na "first look"na MTVevoj seriji Total Request Live 14 travnja 2007.

## Top ljestvice
| Ljestvice (2007)       | Najviša pozicija |
| ---------------------- | ---------------- |
| SAD Billboard Hot 100  | 80               |
| U.S. Billboard Pop 100 | 68               |
| Ljestvice (2008)       | Najviša pozicija |
| Austrija               | 67               |
| Njemačka               | 57               |

## Popis pjesama
CD singl
1. "Be Good to Me" (Radio Disney Edit) – 3:14
2. "Be Good to Me" (featuring David Jassy) – 3:33

Limitirana maksi verzija
1. "Be Good to Me" (featuring David Jassy) – 3:33
2. "Who I Am" (Non-Album Track) – 3:17
3. "It's Life" (Non-Album Track) – 3:47

Digitalni singl za brazilsko tržište
1. "Be Good to Me" (Radio Disney Edit) – 3:14

Njemački maksi CD singl
1. "Be Good to Me" (Radio Disney Edit) – 3:14
2. "Last Christmas" (Single Version) – 3:56
3. "Be Good to Me" (Jack D. Elliot Mix) – 6:17
4. "Be Good to Me" (Music Video)

Njemački limitirani CD singl
1. "Be Good to Me" (Radio Disney Edit) – 3:14
2. "Last Christmas" (Single Version) – 3:56

Promotivni EP
1. "Be Good to Me" (Eddie Baez Anthem Club) – 6:51
2. "Be Good to Me" (SugarDip Club Mix) – 7:24
3. "Be Good to Me" (Scalfati from T.H.C. - Scalfonzo Pop Extended Mix) – 7:31
4. "Be Good to Me" (Scalfati from T.H.C. - Scalfonzo Pop Mixshow) – 5:02
5. "Be Good to Me" (LSDJ from T.H.C. - Good 4 U Extended Mix) – 6:15
6. "Be Good to Me" (LSDJ from T.H.C. - Good 4 U Mixshow) – 5:32

Remiks EP
1. "Be Good to Me" (Radio Disney Edit) – 3:14
2. "Be Good to Me" (Jack D. Elliot Mix) – 6:17
3. "Be Good to Me" (Eddie Baez Anthem Club) – 6:51
4. "Be Good to Me" (SugarDip Edit) – 5:03
5. "Be Good to Me" (Scalfati from T.H.C. - Scalfonzo Pop Extended Mix) – 7:23
6. "Be Good to Me" (Scalfati from T.H.C. - Scalfonzo Pop Mixshow) – 5:00
7. "Be Good to Me" (LSDJ from T.H.C. - Good 4 U Extended Mix) – 6:13
8. "Be Good to Me" (LSDJ from T.H.C. - Good 4 U Mixshow) – 5:26
9. "Be Good to Me" (Karaoke Version) - 3:14

## Povijest izlaska
| Regija   | Datum               | Kuća                 | Format                    |
| -------- | ------------------- | -------------------- | ------------------------- |
| SAD      | 25. prosinca 2006.  | Warner Bros. Records | Digitalni download        |
| SAD      | 26. prosinca 2006.  | Warner Bros. Records | Radio                     |
| SAD      | 21. srpnja 2009.    | Warner Bros. Records | Remiks EP                 |
| njemačka | 17. listopada 2008. | Warner Bros. Records | Digitalni download, radio |
| Austrija | 17. listopada 2008. | Warner Bros. Records | Digitalni download, radio |